# Children of Steel
 (juillet 2017).
Si vous disposez d'ouvrages ou d'articles de référence ou si vous connaissez des sites web de qualité traitant du thème abordé ici, merci de compléter l'article en donnant les références utiles à sa vérifiabilité et en les liant à la section « Notes et références ».
Albums de Edguy
Evil Minded
(1994) Savage Poetry
(1995)
Children of Steel est la deuxième démo du groupe de power metal allemand Edguy, publié en 1994 alors que les membres n'ont que seize ans.

## Présentation
En comparaison avec la première démo, le son du groupe s'est amélioré et le chant de Tobias Sammet ressemble beaucoup plus à ses futures performances devenant plus mélodique.
La chanson Final Gate  est reprise, retravaillée et réapparaît sous le titre Deadmaker sur l'album Kingdom of Madness (1997).
La chanson Children of Steel est réenregistrée et très légèrement modifiée pour la section bonus de l'album Hellfire Club dix ans plus tard, en 2004.
La chanson Das Reh (en français : le cerf) est, encore aujourd'hui, la seule du répertoire d'Edguy en allemand. Les paroles sont assez simples et basées sur un poème ridicule de l'humoriste allemand Heinz Erhardt.

## Liste des titres
| 1.    | Final Gate          | 6:12 |
| 2.    | Children of Steel   | 4:07 |
| 3.    | Jester of the Night | 5:47 |
| 4.    | Loser               | 6:06 |
| 5.    | Das Reh             | 2:28 |
| 24:40 |                     |      |

## Membres du groupe
- Tobias Sammet : chant, claviers, basse
- Jens Ludwig : guitare (lead)
- Dirk Sauer : guitare rythmique
- Dominik Storch : batterie, percussions